# Fülpösdaróc
Fülpösdaróc je vas na Madžarskem, ki upravno spada pod podregijo Mátészalkai Županije Szabolcs-Szatmár-Bereg.